# Лесенка (карточная игра)
Лесенка - детская карточная игра. Колода состоит из 36 листов, хотя можно использовать и 52 или 54. Оптимальное количество игроков - 2 - 4. Сдача - по 5 листов (вариант - по 7 или 6). Эта игра имеет различные варианты и названия: скат, сплин, иногда "бридж", хотя есть и собственно бридж, не имеющий ничего общего с лесенкой. Различия в правилах не велики. Например, сплин играется колодой в 54 листа, с джокером.
Правила. Сдающий кладет шестую (восьмую) карту рядом с закрытой колодой фигурой вверх. Это - его первый ход. Следующий обязательно перед ходом берет одну карту из колоды, т.е. прикуп, и потом решает, как ходить. Затем каждый берет в прикуп одну, шестую (восьмую) карту. Если у него оказывается не менее трех одинаковых карт, или не менее трех карт одной масти подряд (секвенция, секанс), он забирает их во взятки, и считает по ним потом очки. Если возможности взять взятку нет, он выкладывает её на стол, рядом с уже лежащей там картой. Следующий делает тоже. На столе появляется ряд карт, из которых можно брать для взяток любые по очереди своего хода. Можно взять на одну свою две или три со стола, можно на две своих одну или более со стола (но столько обычно не лежит).
Игра заканчивается тогда, когда разобрана вся колода, при этом, если игрок не имеет уже очередь на ход, часть карт остается у него на руках. Эти очки записываются в минус. Выигрывает тот, кто набрал меньше очков. В идеале, тот, кто вообще все карты сбросил.
На руках может оставаться и две, и одна карта, может накопиться больше пяти, но игра идет своим ходом. Игрок с одной картой может её либо выложить, либо взять на неё две сходные со стола, если они есть.
Эта игра похожа также на кончинку. Близка также мексиканской игре в кун-кин.
Литература:
- Карточные игры на все случаи жизни. Энциклопедический справочник. Ред. М. Алимханова, М., 1992.
- Н.Ю. Розалиев. Карточные игры для дома и казино. М.: 1999.